# Gomphonemataceae
Les gomphonemataceae són una família d'algues de diatomees del fílum Bacillariophyta, classe Bacillariophyceae i ordre Cymbellales.
El nom prové del tipus gènere Gomphonema, derivat del grec γομφο , "lligat o assegurat mitjançant claus o clavilles”, i νήμα , "fil; corda», en referència a la forma d'aquesta diatomea.

## Llista de gèneres
Segons AlgaeBase (17 d'octubre de 2022):
- Encyonema Kützing, 1834
- Gomphoneis Cleve, 1894
- Gomphonema Ehrenberg, gènere tipus 1832
- Gomphopleura Reichelt ex Tempère, 1894
- Gomphosinica Kociolek, Q. - Sr. Tu, Q. -X. Wang i Q. Liu, 2015
- Placoneis Mereschkowsky, 1903
- Pseudoencyonema Krammer, 1997
- Reicheltia Van Heurck, 1896
- Reimeria Kociolek & Stoermer, 1987

## Sistemàtica
El nom correcte complet (amb autor) d'aquest tàxon és Gomphonemataceae Kützing, 1844.